# Люллемяэ
Лю́ллемяэ (эст. Lüllemäe) — деревня в волости Валга уезда Валгамаа, Эстония.
До административной реформы местных самоуправлений Эстонии 2017 года входила в состав волости Карула и была её административным центром.

## География и описание
Расположена в 18 км к востоку от волостного и уездного центра — города Валга. Высота над уровнем моря — 88 метров.
Климат умеренный. Официальный язык — эстонский. Почтовый индекс — 68116.

## Население
По данным переписи населения 2021 года, в Люллемяэ насчитывалось 247 жителей, из них 232 (93,9 %) — эстонцы.
По данным переписи населения 2011 года, в деревне проживали 253 человека, из них 242 (95,7 %) — эстонцы.
Численность населения деревни Люллемяэ по данным переписей населения:
| Год  | 1959 | 1970  | 1979  | 1989  | 2000  | 2011  | 2021  |
| ---- | ---- | ----- | ----- | ----- | ----- | ----- | ----- |
| Чел. | 192  | ↗ 248 | ↗ 275 | ↗ 353 | ↘ 298 | ↘ 253 | ↘ 247 |

## История
Если считать, что история населённого пункта Люллемяэ начинается от расположенной на её территории церкви Карула, то он впервые упоминается в 1392 году (Carwele). Своё название церковь и церковная мыза (пасторат) получили от деревни Карула, которая первоначально располагалась вокруг церкви. К церковной мызе относились крестьянские хозяйства, расположенные севернее церкви, в южной стороне название деревни Карула сохранялось до XVIII века (в 1582 году упоминается  Carrola, около 1690 года — Karola Külla). В годы Второй мировой войны церковь была разрушена и в настоящее время стоит в руинах, которые внесены в Регистр памятников культуры Эстонии как .
Самое раннее упоминание школы в Карула — т. н. школы Форселиуса — имеется в отчётном письме Бенгту Форселиусу от тогдашнего пробста Тартумаа, церковного учителя К. Раушерта (Ch. Rauschert), датированном 20 мая 1687 года. 
Годом основания современной школы Люллемяэ считается 1769 год, когда здесь была открыта деревенская школа. В 1850 году, в соответствии с Крестьянским законом, здесь была открыта церковно-приходская школа, первая в Валгамаа. Сохранившееся до наших дней здание Карулаской приходской школы было построено в 1892 году псковскими мастерами. Это трёхэтажное здание из красного кирпича и бутового камня. В нём также размещался молитвенный дом. Школа работала в разных статусах и с перерывами до 1964 года, когда в Люллемяэ было построено новое здание школы. Её последним названием было Люллемяэская начальная школа. Здание имеет большое культурно-историческое значение и является ярким примером школьного здания, принадлежавшего православной церкви; оно внесено в Государственный регистр памятников культуры Эстонии как .
В 1920–х годах, после земельной реформы, населённый пункт получил название церковный посёлок Карула (эст. Karula kirikuasundus), название Люллемяэ ему дали в 1939 году. В 1970-х годах он назывался поселением Люллемяэ, в 1977 году получил официальный статус деревни. Ещё задолго до этого приходское кладбище церкви Карула называлось кладбищем Люллемяэ (основано в XVIII веке, на карте 1814 года отмечено как действующее). 

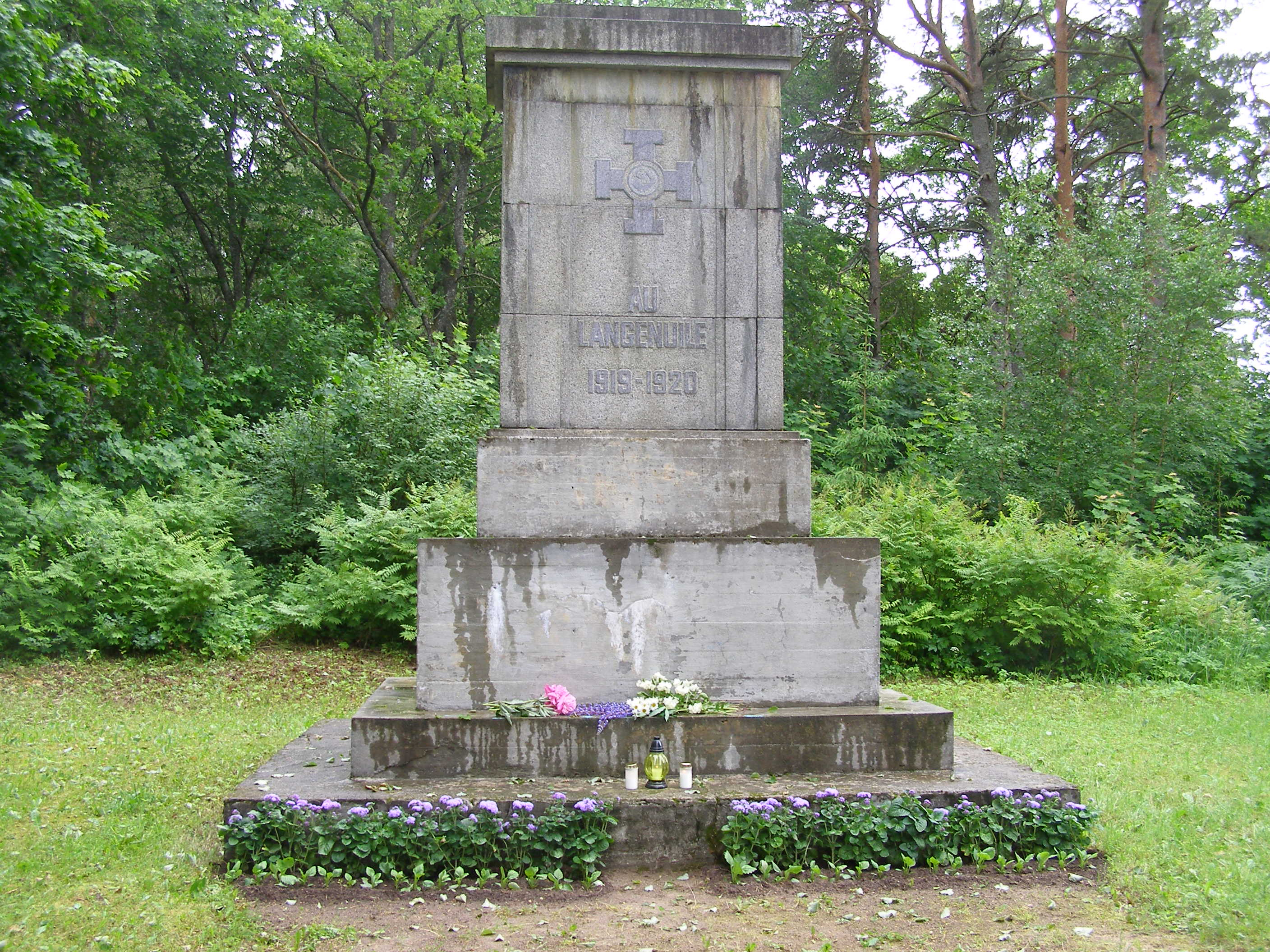
Памятник Эстонской освободительной войне в Люллемяэ

На южном конце возвышенности Люллемяэ находится памятник Эстонской освободительной войне. Он внесён в Государственный регистр памятников культуры Эстонии как . Памятник был открыт 23 июня 1936 года. Обелиск был опрокинут на землю в 1941 году. 12 июля 1942 года памятник был открыт вновь. 10 декабря 1944 года обелиск был окончательно взорван; основание памятника и ступени сохранились. Памятник восстановили и заново открыли 23 июня 1992 года.
В северной части деревни расположена группа хуторов, которая называется Нахапесья (эст. Nahapesjä, с выруского диалекта буквально «Мойщик кожи»).

Советский памятник на братской могиле павших во II мировой войне в Люлллемяэ, 2012 год. Памятник демонтирован и останки перезахоронены в 2023 году

В советское время деревня находилась на территории совхоза «Карула». Здесь работали 8-классная школа, почтовое отделение, больница (в конце 1970-х годов ставшая амбулаторией), аптека, дом культуры и библиотека. В 1975 году деревенская школа получила название Люллемяэская школа имени П. Анциборенко (в начале 1990-х годов это название было отменено).
В 1977 году, в период кампании по укрупнению деревень, с Люллемяэ была объединена деревня Ийрани (эст. Iirani, в 1970 году упоминается как Heerani).
В 1955 году на расположенной на территории Люллемяэ братской могиле советских воинов, павших во Второй мировой войне (исторический памятник с 1997 до 2023 года), был установлен памятник с надписью «1941—1945 Советским воинам, павшим во Второй мировой войне». Именные плиты перед монументом установлены в 1986 году, на центральной плите из чёрного гранита была выбита надпись «Герой Советского Союза разведчик рядовой Анциборенко Павел Афанасьевич 23.XII 1925—19.VIII 1944». В протоколе от 30 ноября 2022 года рабочая группа по советским памятникам при Госканцелярии Эстонии признала памятник «красным монументом», подлежащим демонтажу. Памятник был демонтирован весной 2023 года и заменён на т.н. «нейтральный»: на поверхности земли тёмно-серая плита на белой плите несколько большего размера и с табличкой на эстонском языке «Жертвы Второй мировой войны». Найденные при раскопках 5 июня 2023 года останки 17 красноармейцев перезахоронены 19 июля на кладбище
Харгла (см. Список советских военных памятников Эстонии).

## Инфраструктура
В деревне работают детский сад, основная школа (56 учеников в 2019/2020 учебном году), библиотека (отделение Валгаской центральной библиотеки), дом культуры, Центр спорта и здоровья Карула-Люллемяэ и ресторан «Kolm Sõsarat» («Кольм Сысарат»). Рестораном на 10 мест, название которого с эстонского переводится как «Три сестрицы», управляют три сестры, которые также ведут своё небольшое приусадебное хозяйство. В 2010 году ресторан, называвшийся тогда на выруском диалекте кафе «Kolmõ Sõsarõ Hõrgutisõ», занял первое место на конкурсе «Kuld Maius» («Золотое лакомство»).